# Park Narodowy Szardża
Park Narodowy Szardża – park narodowy położony niedaleko miasta Szardża w Zjednoczonych Emiratach Arabskich.
Park został założony w 1982 i był prowadzony przez gminę Szardża. Jest jednym z największych parków publicznych w kraju, na jego terenie mieści się zoo dla zwierząt z Bliskiego Wschodu.